# Tōkaidō (estrada)

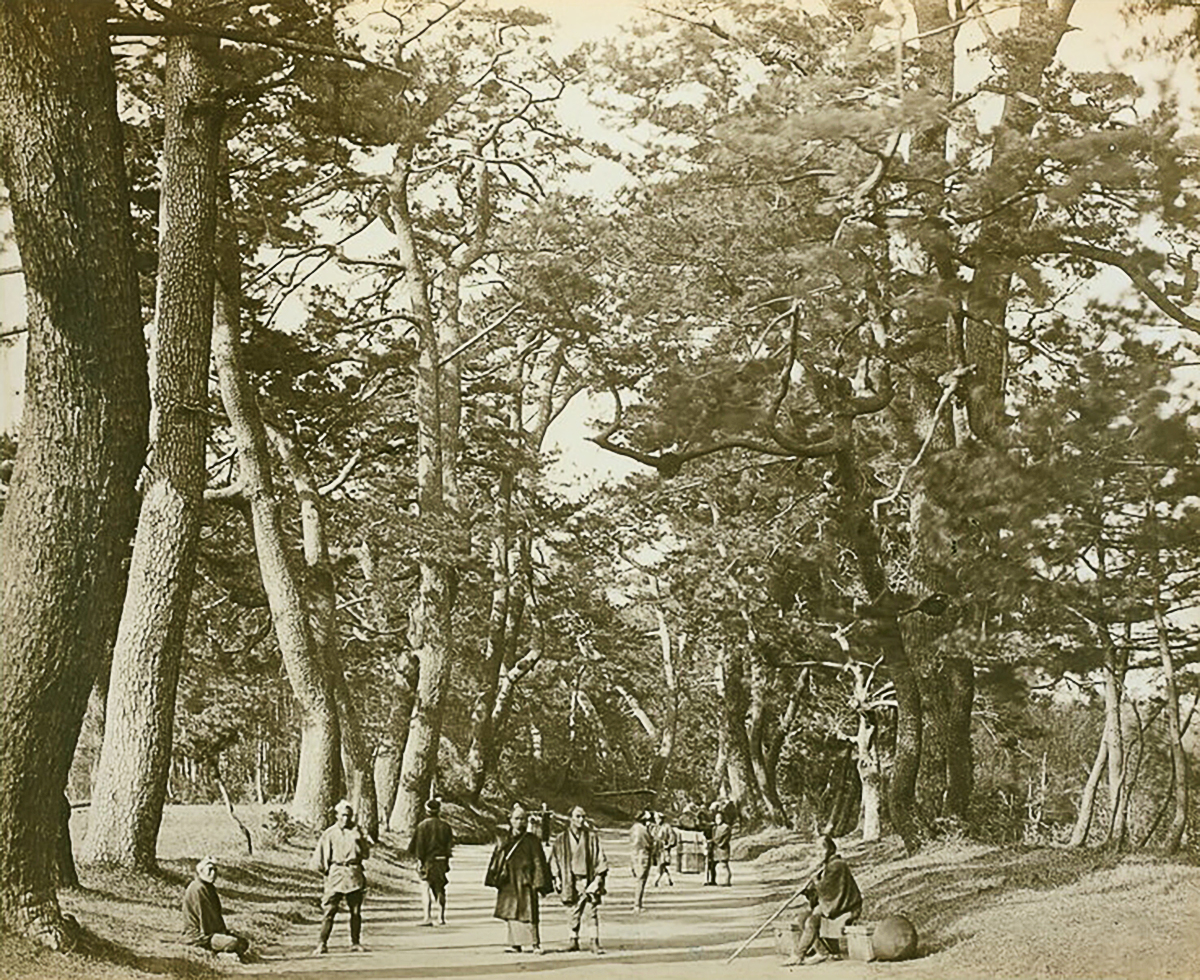
Tōkaidō, fotografada por Felice Beato em 1865.

A Tōkaidō é uma estrada do Japão, construída na época de Tokugawa Ieyasu e sendo uma das Cinco rotas de Edo, uma série de estradas que ligava Edo (actual Tóquio) ao resto do Japão.
Ao tempo da sua construção Tōkaidō ligava Edo à então capital Kyōto e ao longo desta estrada encontravam-se cinquenta e três estações de correio, onde se encontravam estábulos, alojamento e comida para os viajantes. Durante o século XIX o artista japonês Hiroshige celebrizou esta estrada ao criar a série de ukiyo-e "As Cinquenta e Três Estações da Tōkaidō".